# Euskaltel-Euskadi (2008)
L'equip Euskaltel-Euskadi és un equip ciclista basc de categoria UCI ProTeam, vinculat a la Fundació Euskadi. Anteriorment va ser conegut amb els noms de Naturgas Energía, EDP Energía, Fundación Euskadi i Fundación Orbea.
Va ser creat el 2008 com a planter de l'Euskaltel-Euskadi, i a partir de la desaparició d'aquest, també com a filial de l'equip Euskadi. El 2014 amb la desaparició del seu equip professional, la Fundació Euskadi, de cara a la següent temporada, va decidir que el seu principal equip fos l'equip amateur. i també firmava un acord amb l'equip WorlTour Cofidis per donar sortida als nous talents. El 2017 va fer el salt al professionalisme com a equip continental i el 2020 ascendí de categoria com a equip UCI ProTeam.
Entre els ciclistes que hi han corregut hi ha noms com Mikel Landa, Carlos Barbero, Jon Larrinaga o Peio Bilbao.
No s'ha de confondre amb els equips Euskaltel-Euskadi, que va existir entre el 1994 i el 2013, ni amb l'equip continental Euskadi, actiu entre el 2005 i el 2014.

## Principals victòries
- Volta a Múrcia: 2021 (Antonio Jesús Soto)

### Grans Voltes
- Volta a Espanya
  - 1 participació (2021)

## Classificacions UCI
L'equip participa en les proves dels circuits continentals, en particular de l'UCI Europa Tour. La taula presenta les classificacions de l'equip en els diferents circuits, així com el millor ciclista en la classificació individual.
UCI Europa Tour
| Temporada | Classificació per equips | Millor ciclista en la classificació individual |
| --------- | ------------------------ | ---------------------------------------------- |
| 2018      | 95è                      | Juan Antonio López-Cózar (701è)                |
| 2019      | 52è                      | Unai Cuadrado (685è)                           |
| 2020      | 23è                      | Rubén Fernández (153è)                         |
| 2021      | 18è                      | Gotzon Martín (287è)                           |

El 2016 la Classificació mundial UCI passa a tenir en compte totes les proves UCI. Durant tres temporades existeix paral·lelament amb la classificació UCI World Tour i els circuits continentals. A partir del 2019 substitueix definitivament la classificació UCI World Tour.
| Temporada | Classificació per equips | Millor ciclista en la classificació individual |
| --------- | ------------------------ | ---------------------------------------------- |
| 2018      | -                        | Juan Antonio López-Cózar (1.113è)              |
| 2019      | 90è                      | Unai Cuadrado (951è)                           |
| 2020      | 44è                      | Rubén Fernández (186è)                         |
| 2021      | 37è                      | Gotzon Martín (339è)                           |

## Composició de l'equip 2022
| Ciclista              | Data de naixement | País    | Equip any anterior                |
| --------------------- | ----------------- | ------- | --------------------------------- |
| Antonio Angulo        | 18/02/1992        | Espanya | Euskaltel-Euskadi                 |
| Mikel Aristi          | 28/05/1993        | Espanya | Euskaltel-Euskadi                 |
| Xabier Mikel Azparren | 25/02/1999        | Espanya | Euskaltel-Euskadi                 |
| Ibai Azurmendi        | 11/06/1996        | Espanya | Euskaltel-Euskadi                 |
| Iker Ballarin         | 04/05/1997        | Espanya | Euskaltel-Euskadi                 |
| Mikel Bizkarra        | 21/08/1989        | Espanya | Euskaltel-Euskadi                 |
| Joan Bou              | 16/01/1997        | Espanya | Euskaltel-Euskadi                 |
| Carlos Canal          | 28/06/2001        | Espanya | Burgos-BH                         |
| Unai Cuadrado         | 26/09/1997        | Espanya | Euskaltel-Euskadi                 |
| Asier Etxeberria      | 19/07/1998        | Espanya | Euskaltel-Euskadi (stagiaire)     |
| Peio Goikoetxea       | 14/02/1992        | Espanya | Euskaltel-Euskadi                 |
| Unai Iribar           | 12/06/1999        | Espanya | Euskaltel-Euskadi (stagiaire)     |
| Julen Irizar          | 26/03/1995        | Espanya | Euskaltel-Euskadi                 |
| Xabier Isasa          | 24/08/2001        | Espanya | Néo-professionnel (Laboral Kutxa) |
| Mikel Iturria         | 16/03/1992        | Espanya | Euskaltel-Euskadi                 |
| Txomin Juaristi       | 20/07/1995        | Espanya | Euskaltel-Euskadi                 |
| Juan José Lobato      | 30/12/1988        | Espanya | Euskaltel-Euskadi                 |
| Gotzon Martín         | 15/02/1996        | Espanya | Euskaltel-Euskadi                 |
| Luis Ángel Maté       | 23/03/1984        | Espanya | Euskaltel-Euskadi                 |
| Antonio Jesús Soto    | 24/12/1994        | Espanya | Euskaltel-Euskadi                 |